# Daemonorops mogeana
Daemonorops mogeana är en enhjärtbladig växtart som beskrevs av Himmah Rustiami.
Daemonorops mogeana ingår i släktet Daemonorops och familjen Arecaceae. Inga underarter finns listade i Catalogue of Life.